# Premio Whitehead
El Premio Whitehead se otorga anualmente por la Sociedad Matemática de Londres a un matemático que trabaja en el Reino Unido que se encuentra en una etapa temprana de su carrera. El premio lleva el nombre en memoria del pionero de la teoría de homotopía J. H. C. Whitehead.
Más concretamente, la persona que está siendo considerada para el premio debe ser residente en el Reino Unido el 1 de enero del año de concesión o haber sido educado en el Reino Unido. Además, el candidato debe tener menos de 15 años de trabajo a nivel de postdoctorado y no haber recibido otros premios de la Sociedad.
Desde la creación del premio, no podían concederse más de dos por año, pero en 1999 este se elevó a cuatro "para permitir la concesión de premios en el conjunto de las matemáticas, incluyendo las matemáticas aplicadas, física matemática, y los aspectos de la matemática ciencias de la computación."
El Premio Senior Whitehead tiene requisitos similares de residencia y las normas relativas a los premios antes, pero pretende reconocer los matemáticos más experimentados.

## Ganadores del Premio Whitehead[2]
- 1979 Peter Cameron, P. T. Johnstone
- 1980 H. G. Dales, J. Toby Stafford
- 1981 Nigel Hitchin, D. F. Holt
- 1982 John M. Ball, Martin J. Taylor
- 1983 Jeff Paris, A. A. Ranicki
- 1984 Simon Donaldson, S. J. Patterson
- 1985 D. Segal, P. J. Rippon
- 1986 T. J. Lyons, David A. Rand
- 1987 C. M. Series, A. H. Schofield
- 1988 S. M. Rees, P. J. Webb, Andrew Wiles
- 1989 D. E. Evans, Frances Kirwan, R. S. Ward
- 1990 M. T. Barlow, Richard Taylor, A. J. Wassermann
- 1991 N. S. Manton, A. J. Scholl
- 1992 K. M. Ball, Richard Ewen Borcherds
- 1993 D. J. Benson, Peter B. Kronheimer, D. G. Vassiliev
- 1994 P. H. Kropholler, R. S. MacKay
- 1995 William Timothy Gowers, J. Rickard
- 1996 J. Roe, Y. Safarov
- 1997 Brian Bowditch, A. Grigor'yan, D. Joyce
- 1998 S. J. Chapman, Igor Rivin, J. Nekovar
- 1999 M. R. Bridson, G. Friesecke, N. J. Higham, Imre Leader
- 2000 M. A. J. Chaplain, G. M. Stallard, A. M. Stuart, Burt Totaro
- 2001 M. McQuillan, A. N. Skorobogatov, V. Smyshlyaev, J. R. King
- 2002 Kevin Buzzard, Alessio Corti, Marianna Csörnyei, C. Teleman
- 2003 N. Dorey, T. Hall, M. Lackenby, M. Nazarov
- 2004 M. Ainsworth, V. Markovic, Richard Thomas, U. L. Tillmann
- 2005 Ben Green, Bernd Kirchheim, Neil Strickland, Peter Topping
- 2006 Raphaël Rouquier, Jonathan Sherratt, Paul Sutcliffe, Agata Smoktunowicz
- 2007 Nikolay Nikolov, Oliver Riordan, Ivan Smith, Catharina Stroppel
- 2008 Timothy Browning, Tamás Hausel, Martin Hairer, Nina Snaith
- 2009 Mihalis Dafermos, Cornelia Druţu, Robert James Marsh, Markus Owen
- 2010 Harald Helfgott, Jens Marklof, Lasse Rempe, Françoise Tisseur
- 2011 Jonathan Bennett, Alexander Gorodnik, Barbara Niethammer, Alexander Pushnitski
- 2012 Toby Gee, Eugen Vărvărucă, Sarah Waters, Andreas Winter
- 2013 Luis Trujillo Alday, André Neves, Tom Sanders, Corinna Ulcigrai
- 2014 Clément Mouhot, Ruth Baker, Tom Coates, Daniela Kühn y Deryk Osthus[3]
- 2015 Peter Keevash, James Maynard, Christoph Ortner, Mason Porter, Dominic Vella, David Loeffler y Sarah Zerbes
- 2016 A. Bayer, G. Holzegel, Jason P. Miller, Carola-Bibiane Schönlieb[4]
- 2017 Julia Gog, András Máthé, Ashley Montanaro, Oscar Randal-Williams, Jack Thorne, Michael Wemyss[5]
- 2018 Caucher Birkar, Ana Caraiani, Heather Harrington, Valerio Lucarini, Filip Rindler, Péter Varjú[6]
- 2019 Alexandr Buryak, David Conlon, Toby Cubitt, Anders Hansen, William Parnell, Nick Sheridan[7]
- 2020 Maria Bruna, Ben Davison, Adam Harper, Holly Krieger, Andrea Mondino, Henry Wilton[8]
- 2021 Jonathan Evans, Patrick Farrell, Agelos Georgakopoulos, Michael Magee, Aretha Teckentrup, Stuart White[9]

## Ganadores del Premio Sénior Whitehead[10]
- 1974 Frank Adams
- 1976 C. T. C. Wall
- 1978 Ioan Mackenzie James
- 1980 David George Kendall
- 1982 Erik Christopher Zeeman
- 1984 J.T. Stuart
- 1987 Robert Alexander Rankin
- 1989 L.E. Fraenkel
- 1991 W. B. R. Lickorish
- 1993 Bryan Birch
- 1995 Colin J. Bushnell
- 1997 John H. Coates
- 1999 M.J.D. Powell
- 2001 D.W. Moore
- 2003 Peter M. Neumann
- 2005 Keith Moffatt
- 2007 Béla Bollobás
- 2009 Vladimir Gilelevich Maz'ya
- 2011 Jonathan Pila